# I Fantastici Quattro (serie animata 1994)
I Fantastici Quattro (in inglese Fantastic Four) è una serie televisiva a cartoni animati prodotta dai Marvel Studios andata in onda tra il 1994 e il 1996. La serie è tratta dai fumetti omonimi della Marvel Comics ed è composta da 2 stagioni, per un totale di 26 episodi di 22 minuti l'uno. Nella serie fanno la comparsa numerosi eroi della scuderia Marvel compresi Daredevil, Ghost Rider, Namor, Thor, Hulk, Silver Surfer, Iron Man e Pantera Nera. Inoltre compare, seppur in un cameo, Fenomeno.

## Episodi
| Stagione         | Episodi | Prima TV Stati Uniti |
| ---------------- | ------- | -------------------- |
| Prima stagione   | 13      | 1994                 |
| Seconda stagione | 13      | 1995-1996            |